# Abdallahi ibn Muhammad
Abdullah Ibn-Mohammed sau Abdullah al-Taaisha (arabă: عبدالله بن سيد محمد خليفة) (n. 1846, Sudan; d. 24 noiembrie 1899, Kordofan) a fost un lider politic și religios care i-a succedat lui al-Mahdi în fruntea Mișcării Mahdiste din Sudan, în 1885. A lansat atacuri împotriva etiopienilor și a invadat Egiptul, asigurându-și poziția până în 1891. În 1896, forțele anglo-egiptene au început recucerirea Sudanului. Abdallah a rezistat până în 1898, când a fost forțat să fugă din Omdurman. A murit în luptă, un an mai târziu.
1. ↑  ʻAbd Āllāh ibn Muḥammad Taʻīʼshī, Faceted Application of Subject Terminology, accesat în 9 octombrie 2017
2. ↑  Ansar caliph who ruled Sudan from 1303 to 1315 H or 1885 to 1898 AD Abdullah Ibn-Mohammed Al-Khalifa, Alvin
3. 1 2  Abd Allah, Encyclopædia Britannica Online, accesat în 9 octombrie 2017
4. ↑  Dictionary of African Biography
5. ↑  عبد الغني بن ياسين اللبدي، 1846‒1899, AlKindi